# 吉列尔莫·塞普尔韦达
吉列尔莫·塞普尔韦达（西班牙語：Guillermo Sepúlveda，1934年11月29日—2021年5月19日），墨西哥男子足球运动员，司职中场。他曾代表墨西哥国家队参加1958年和1962年国际足联世界杯，两届比赛均止步小组赛阶段。